# Ciudad Amurallada Iberorromana de la Moleta dels Frares
La Ciudad Amurallada Ibero Romana "Moleta Dels Frares", en Forcall, comarca de Los Puertos de Morella, en la provincia de Castellón, es  una ciudad amurallada del periodo íbero-romano en la cual se asentaron los primeros pobladores de la zona. Está declarada Bien de Interés Cultural, presentando anotación ministerial número: R-I-51-0010180, y fecha de anotación 21 de enero de 1991.
Se localiza en la Moleta dels  Frares,  en un lugar de difícil accesibilidad. Se encuentra en una estrecha y larga meseta que está a unos 900 metros de altitud, con paredes perpendiculares que la convierten en una fortaleza natural.
Es considerado uno de los yacimientos  arqueológicos más interesantes de la provincia de Castellón, probablemente la "Res Publica Lesserensis" de Ptolomeo, núcleo de población íbero-romano estratégico en las comunicaciones entre el Mediterráneo y el Valle del Ebro.

## Historia
Como ha ocurrido en muchos otros yacimientos arqueológicos, su descubrimiento fue totalmente fortuito. Su descubrimiento sucedió en 1876, y fue protagonizado por el propietario del terreno, don Vicente Molinos, y por  Nicolás Ferrer Julve, miembro fundador de la Sociedad Arqueológica Valenciana. En un  primer momento pensaban que podía tratarse de Bisgargis, la antigua capital de los ilercavones citada por Ptolomeo, pero esta teoría  fue rechazada al no conseguir documentación que la acreditase.  Fue más tarde, tras estudios realizados en fragmentos de losas y placas votivas cuando empezó a considerarse que el yacimiento se trataba con toda probabilidad de una ciudad romana que aquí existió y que se identificó con el nombre de Lessera.
Las diferentes investigaciones que se han llevado a cabo permiten considerar que la zona estuvo habitada desde la Edad de Hierro hasta la Baja Romanidad. Los restos encontrados permiten deducir la importancia que en época romana debió tener este asentamiento, que puede considerarse como un importante núcleo de población, y más teniendo en cuenta la situación estratégica en las  comunicaciones entre el Mediterráneo y el Valle del Ebro.
En 1960 se llevaron a cabo las primeras excavaciones arqueológicas a cargo de Domingo Fletcher, que era en ese momento el director de los Servicios de Investigaciones Prehistóricas de la Diputación Provincial de Valencia, y de Enrique Plá, que fue subdirector. En esta primera campaña se consiguió identificar los restos con una ciudad ibero-romana, que podría datarse entre finales de la República Romana hasta el siglo IV a. C., y que debía erigirse sobre los restos de un asentamiento anterior de la edad de bronce.
Últimamente se han retomado las excavaciones dirigidas por la Universidad de Valencia que han llevado a nuevas teorías que indican a que la ciudad tuvo su época de esplendor en el siglo I, después de que Augusto le diera estatus de municipio romano.
Como consecuencia del paso del tiempo y  por los sucesivos expolios  y a los actos vándalos a los que se ha visto expuesta, los restos del asentamiento están en un deplorable estado de conservación. Pese a ello aún es posible distinguir algún lienzo de la muralla que fortificaba el núcleo poblacional.